# Ротор (тренировочная база)
Уче́бно-трениро́вочная ба́за «Ро́тор» — футбольный комплекс в Волгограде, ранее использовавшийся ФК «Ротор».
Спортивная база «Ротор» находится на берегу реки Волги в Краснооктябрьском районе города Волгограда на территории посёлка Нижние Баррикады. Рядом с базой находится мемориальный комплекс «Остров Людникова».

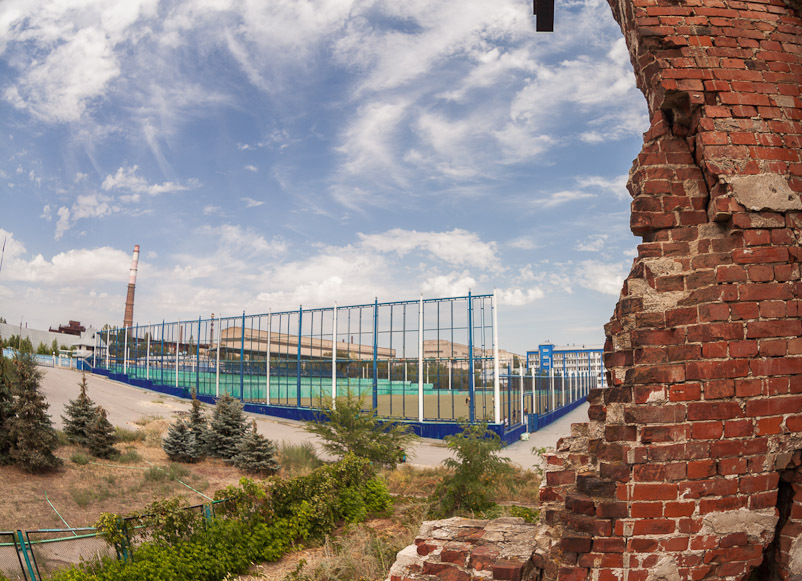
Вид из руин дома директора завода «Баррикады», где осенью 1942 г. находился командный пункт 138-й стрелковой дивизии.

## История
Тренировочная база была построена в 1980-х годах на средства завода «Баррикады». Для этого была переоборудована заводская гостиница. Позже завод «Баррикады» передал базу ФК «Ротор». База включала в себя три футбольных поля, медицинский пункт и интернат-гостиницу, которая в основном использовалась для проживания юношеских команд ФК «Ротор». Позже база была реконструирована, были уложены новые поля, которые были приобретены на средства из областного бюджета, а футбольное поле с искусственным покрытием — за счёт средств по программе УЕФА.
В 2007 году база была приватизирована президентом ФК «Ротор» Владимиром Горюновым. В то время Владимир Горюнов стал учредителем аффилированной коммерческой структуры ООО «Ротор-база». В апреле 2006 года общественная организация «ПФК Ротор-2», руководителем которой также являлся Владимир Горюнов, продала спортивный объект этой коммерческой структуре за 4 миллиона рублей. В феврале 2007 года Владимир Горюнов через Краснооктябрьский суд Волгограда официально закрепил своё право собственности на футбольную базу «Ротор».
В конце 2013 года руководством Волгоградской области было принято решение о создании ГАУ ВО «Центр спортивной подготовки по футболу». Размещался данный региональный центр на базе «Ротор», а владелец базы Владимир Горюнов, получивший поддержку в министерстве спорта и туризма России, а также в правительстве Волгоградской области, был назначен руководителем данного центра. Ранее в декабре 2006 года постановлением главы Администрации Волгоградской области Николаем Максютой был создан волгоградский региональный центр спортивной подготовки футболистов, руководителем которого также был Владимир Горюнов, но большинство задач центра, среди которых были: вывод ФК «Ротор» в РФПЛ и реконструкция Центрального стадиона и стадиона «Трактор», не были решены.
Ветераны, руководство, родители воспитанников клуба и болельщики ФК «Ротор» были возмущены данным фактом, ведь директор ГАУ ВО «ЦСП» Владимир Горюнов оплачивал аренду базы из бюджетных средств самому себе, так как он является владельцем базы.
В апреле 2013 года ветераны и сотрудники ФК «Ротор» написали коллективное заявление в областную прокуратуру и следственный комитет России по Волгоградской области с просьбой проверить законность перехода спортивного объекта в частные руки.
В январе 2014 года Волгоградское региональное отделение ВОБ и Совет болельщиков Волгоградской области обратились с письмом к Президенту России Владимиру Путину, в котором просят об отмене решения о создании ГАУ ВО «Центр спортивной подготовки по футболу» и возвращении учебно-тренировочной базы «Ротор» из частных рук обратно в собственность Волгоградской области.

## Адрес
- 400016, г. Волгоград, Волжский проспект, 14.
- Телефоны: (8442) 24-31-06, 23-35-78, 23-27-82.
- Факс: (8442) 24-13-06.